# Chiesa di Santa Marta (Palermo)
La chiesa di Santa Marta era un luogo di culto adiacente alla via Maqueda, sorgeva su un porzione d'area corrispondente all'attuale Teatro Massimo, nel centro storico della città di Palermo.

## Storia

### Epoca spagnola
Alla chiesa di Santa Marta erano aggregati l'Oratorio e la Compagnia di Santa Marta e San Lorenzo. Il 27 marzo 1604 le "Maestranze dei Pasticcieri" ottennero dall'arcivescovo Diego Haëdo il permesso di edificare una Cappella di San Lorenzo nella chiesa di Sant'Andrea per poter effettuare gli esercizi spirituali. Nel febbraio del 1605 fu istituito il loro consolato e il 19 dello stesso mese fu ratificata la conferma dei capitoli.
Il 23 febbraio 1605 anche le "Maestranze dei Cucinieri" istituirono il loro consolato e fu loro accordato il permesso di erigere un oratorio sotto il titolo di «Santa Marta».
Nel 1612 si fusero le due Maestranze. Lentamente si determinò l'intento comune di edificare un luogo di culto sulla strada del Giardinazzo, tempio infine eretto presso la chiesa di San Giuliano sotto il titolo di «Santa Marta e San Lorenzo».
Nel 1639 fu definita canonicamente la compagnia.
Nel 1689 la chiesa fu rinnovata e abbellita con volta e stucchi.
Il 20 maggio 1715 fu aggregata alla basilica di San Giovanni in Laterano di Roma.

### Demolizione
Nel 1875 seguì la demolizione per consentire la costruzione del Teatro Massimo. Dopo l'Unità d'Italia il consiglio comunale identificò l'area nella zona di Porta Maqueda, procedendo con l'esproprio dei terreni ove sorgevano molte chiese e monasteri: la chiesa di San Francesco delle Stimmate e il monastero delle Clarisse, la chiesa di San Giuliano e il monastero dell'Ordine Teatino sotto il titolo dell'«Immacolata Concezione», la chiesa di Sant'Agata delle Scorruggie alle Mura - sorta sull'area ove era documentata la casa di Sant'Agata, la chiesa di Santa Marta.

## Architettura
Nel 1689 l'interno fu rinnovato e abbellito con volta e stucchi. Sull'altare maggiore è documentato il dipinto raffigurante Santa Marta con San Lorenzo e la Vergine Maria, opera dello Zoppo di Ganci, due altari minori laterali, l'oratorio e la cripta contrassegnata da lapide marmorea a custodia delle sepolture confrati.

## Compagnia di Santa Marta e San Lorenzo
- 1639, Definizione canonica del sodalizio.[2][3]